# Alepochóri (Évros)
Alepochóri, en grec moderne : Αλεποχώρι, est un village du dème de Didymotique, dans le district régional de l'Évros, en Macédoine-Orientale-et-Thrace, en Grèce.
La localité appartient au district municipal de Metaxádes. Selon le recensement de 2021, elle compte 157 habitants.